# Brian Snowdon
Brian Snowdon (Bishop Auckland, Inglaterra; 1 de enero de 1935-14 de agosto de 2023) fue un futbolista inglés que jugó en la posición de defensor.

## Carrera

### Club
| Periodo   | Club               |
| --------- | ------------------ |
| 1955–1960 | Blackpool FC       |
| 1960–1964 | Portsmouth FC      |
| 1964–1967 | Millwall FC        |
| 1967–1968 | Margate FC         |
| 1968      | Detroit Cougars    |
| 1969      | Crystal Palace FC  |
| 1969–1970 | Brentwood Town FC  |
| 1970–1971 | Chelmsford City FC |

## Logros
- Third Division South (1): 1961/62
- Southern League Cup (1): 1967/68
- Essex Professional Cup (1): 1970/71